# Baskír Wikipédia
A Baskír Wikipédia (baskír nyelven: Башҡорт Википедияһы) a Wikipédia projekt Baskír nyelvű változata, egy internetes enciklopédia. A Baskír Wikipédiának 6 adminisztrátora, 30 749 regisztrált felhasználója van, melyből 104 az aktív szerkesztő.

## Mérföldkövek
- 2005. április 16. - elindul az oldal
- Jelenlegi szócikkek száma: 56 543 (2021. április 7.)